# Helmut Lüdtke

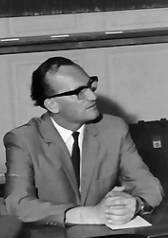
Helmut Lüdtke (1966)

Helmut Lüdtke (* 26. November 1926 in Osnabrück; † 27. April 2010 in Kiel) war ein deutscher Lusitanist und Romanist. Der Sprachwissenschaftler lehrte in Freiburg, Berlin und Kiel.

## Leben
Helmut Lüdtke verbrachte seine Schulzeit bis zum Abitur in Osnabrück. Er studierte anschließend an den Universitäten Köln (bei Fritz Schalk und Karl Karstien), Bonn (bei Heinrich Lausberg) und Lissabon (bei Luis F. Lindlay Cintra) Romanistik, Anglistik und Allgemeine Sprachwissenschaft. Seine Promotion an der Universität Bonn (1952) trug den Titel Der lateinisch-romanische Vokalismus in struktureller Schau (erschienen u. d. T. Die strukturelle Entwicklung des romanischen Vokalismus, Bonn 1956, Ann Arbor 1980). Erste Publikationen galten dem Standard-Portugiesischen. Im Boletim de Filologia (Lissabon) präsentierte er 1952 zwei Aufsätze auf Portugiesisch über das phonematische System des Portugiesischen, die für jede Einführung der portugiesischen Sprachwissenschaft und Phonematik ein grundlegender Baustein geworden sind.
Lüdtke wirkte von 1952 bis 1956 in Venedig als Lektor des DAAD. Danach arbeitete er an den großen romanistischen Projekten der etymologischen Wörterbücher REW und FEW, die in Bonn, Münster und Basel herausgegeben wurden, mit. Lüdtkes Habilitation erfolgte 1963 in Basel mit der Schrift Die Mundarten Lukaniens. Er wirkte danach drei Semester als Privatdozent in Basel und nahm dann einen Ruf an die Universität Freiburg an. Hier lehrte er (als Nachfolger von Rudolf Hallig) von 1965 bis 1969 Romanische Sprachwissenschaft. In dieser Zeit entstand sein Werk Geschichte des romanischen Wortschatzes.
Sieben Jahre lehrte er an der Technischen Universität Berlin, ehe er einem Ruf an die Christian-Albrechts-Universität zu Kiel folgte, wo er von 1976 bis 1992 als Sprachwissenschaftler alle romanischen Sprachen behandelte, darunter auch die von ihm als Minderheiten- oder Kleinsprachen bezeichneten, wie Maltesisch, Aragonesisch, Leonesisch-Asturisch oder Galicisch. Auch Phonologie, Lexikologie und Syntax zählten zu seinen Lehrgebieten.

## Ehrungen
Die Universität Potsdam verlieh Helmut Lüdtke am 11. Januar 2002 den Doctor honoris causa.

## Werke (Auswahl)
- Il sistema consonantico del sardo logudorese, Louvain 1953
- Geschichte des romanischen Wortschatzes, 2 Bde., Freiburg 1968 (spanisch: Madrid 1974)
- Lucania, Pisa 1979 (Profilo dei dialetti italiani 17)
- (Hrsg.) Kommunikationstheoretische Grundlagen des Sprachwandels, Berlin 1980
- Romance linguistics in Germany and Austria: a paradigmatic survey, in: Trends in Romance linguistics and philology. Vol. 4: National and regional trends in Romance linguistics and philology, The Hague 1982, S. 173–221
- Grammatischer Wandel, in: Soziolinguistik, hrsg. von Ulrich Ammon, 2. Halbband, Berlin [u. a.] 1988, S. 1632–1642; 2. Auflage, Berlin/New York 2005, S. 1727–1737
- (Hrsg.) (zusammen mit Jürgen Schmidt-Radefeld) Linguistica contrastiva. Deutsch versus Portugiesisch, Spanisch, Französisch, Tübingen 1996
- Le changement linguistique, in: Kontaktlinguistik, hrsg. von Hans Goebl u. a. (HSK 12.1), Berlin/New York 1996, S. 526–541
- Der Ursprung der romanischen Sprachen. Eine Geschichte der sprachlichen Kommunikation, Kiel 2005, 2., verm. und verb. Auflage Kiel 2009